# (37622) 1993 QO8
1993 QO8 (asteroide 37622) é um asteroide da cintura principal. Possui uma excentricidade de 0.20942470 e uma inclinação de 3.03689º.
Este asteroide foi descoberto no dia 20 de agosto de 1993 por Eric Walter Elst em La Silla.